# Mactra lilacea
Mactra lilacea ist eine Muschel-Art aus der Familie der Trogmuscheln (Mactridae). Sie wanderte erst Ende des 20. Jahrhunderts aus dem Roten Meer durch den Suezkanal in das südöstliche Mittelmeer ein; ist also ein Lessepsscher Einwanderer im Mittelmeer.

## Merkmale
Das gleichklappige, etwas geblähte Gehäuse wird bis etwa 6,5 cm lang: im Mittelmeer bleibt die Art kleiner (hier nach Zenetos et al.: 30 bis 40 mm lang und 23 bis 29 mm hoch). Das Gehäuse klafft im hinteren Teil auch im geschlossenen Zustand ein wenig. Die nach vorne eingerollten Wirbel sind etwa mittig bezogen auf die Gehäuselänge oder nur geringfügig nach vorne verschoben, d. h. das Gehäuse ist annähernd gleichseitig. Es ist im Umriss quer-eiförmig. Der vordere Dorsalrand ist leicht konkav gewölbt und fällt steil ab, der hintere Dorsalrand ist leicht konvex gewölbt bis gerade und fällt etwas flacher ab. Der Ventralrand ist weit ausgewölbt. Das hintere Ende ist etwas enger gerundet als das vordere Ende. Das Ligament befindet sich innen auf einem löffelförmigen Fortsatz der Schale („Chondrophor“) unter dem Wirbel. Das Schloss der linken Klappe besteht aus zwei Hauptzähnen, die eine umgekehrt v-förmige Struktur bilden sowie einem vorderen und hinteren Seitenzahn. Die rechte Klappe weist zwei Hauptzähne auf, die nicht miteinander verbunden sind, und je zwei vordere und hintere Seitenzähne. Die Mantellinie ist nur wenig eingebuchtet.
Die aragonitische Schale ist vergleichsweise dünn und spröde. Die Ornamentierung besteht aus etwas ungleichmäßigen, randparallelen, feinen Rippen in etwas regelmäßigen Abständen. Die Ornamentierung ist im vorderen Gehäuseteil stärker ausgeprägt als im hinteren Gehäuseteil. Der innere Gehäuserand ist glatt. Die Farbe variiert von weiß bis weiß mit deutlicher violetter Tönung. Die Wirbel sind aber ausnahmslos violett gefärbt. Die Außenseite ist entweder einheitlich gefärbt oder weist hellere, radiale Strahlen auf.

## Ähnliche Art
Mactra lilacea ähnelt stark der ebenfalls aus dem Roten Meer in das Mittelmeer eingewanderten Mactra olorina. Diese Art ist jedoch regelmäßiger und gleichmäßiger berippt. Außerdem ist letztere Art meist gelblich bis beige gefärbt, selten mit Violettstich. Die Wirbel sind immer weiß.

## Geographische Verbreitung, Lebensraum und Lebensweise
Das Verbreitungsgebiet erstreckt sich über weite Teile der tropischen Küstengewässer des westlichen Pazifischen und Indischen Ozeans einschließlich des Roten Meeres, des Golfes von Akaba und des Golfes von Suez vor. 1972 wurde sie erstmals in der Bucht von Bardawil (Nildelta, Ägypten) gefunden. 2001 wurde die Art zum ersten Mal und auch lebend an der Küste Israels gefunden. In einer Arbeit von 2014 wurde sie nun auch von der libanesischen Küste nachgewiesen.
Die Art ist ein Suspensionsfiltrierer und kommt flach eingegraben in sandigen Böden im flachen Wasser vor. An der israelischen Küste lebt sie in 6 bis 9 Metern Wassertiefe.

## Taxonomie
Das Taxon wurde 1818 von Jean-Baptiste de Lamarck begründet. Die MolluscaBase betrachtet es als gültiges Taxon.

## Belege